# دیو بنت
دیو بنت (انگلیسی: Dave Bennett; ۵ مارس ۱۹۳۹ – نوامبر ۲۰۰۹ (aged 70)) ورزشکار فوتبال اهل بریتانیا بود.